# Wachender Löwe

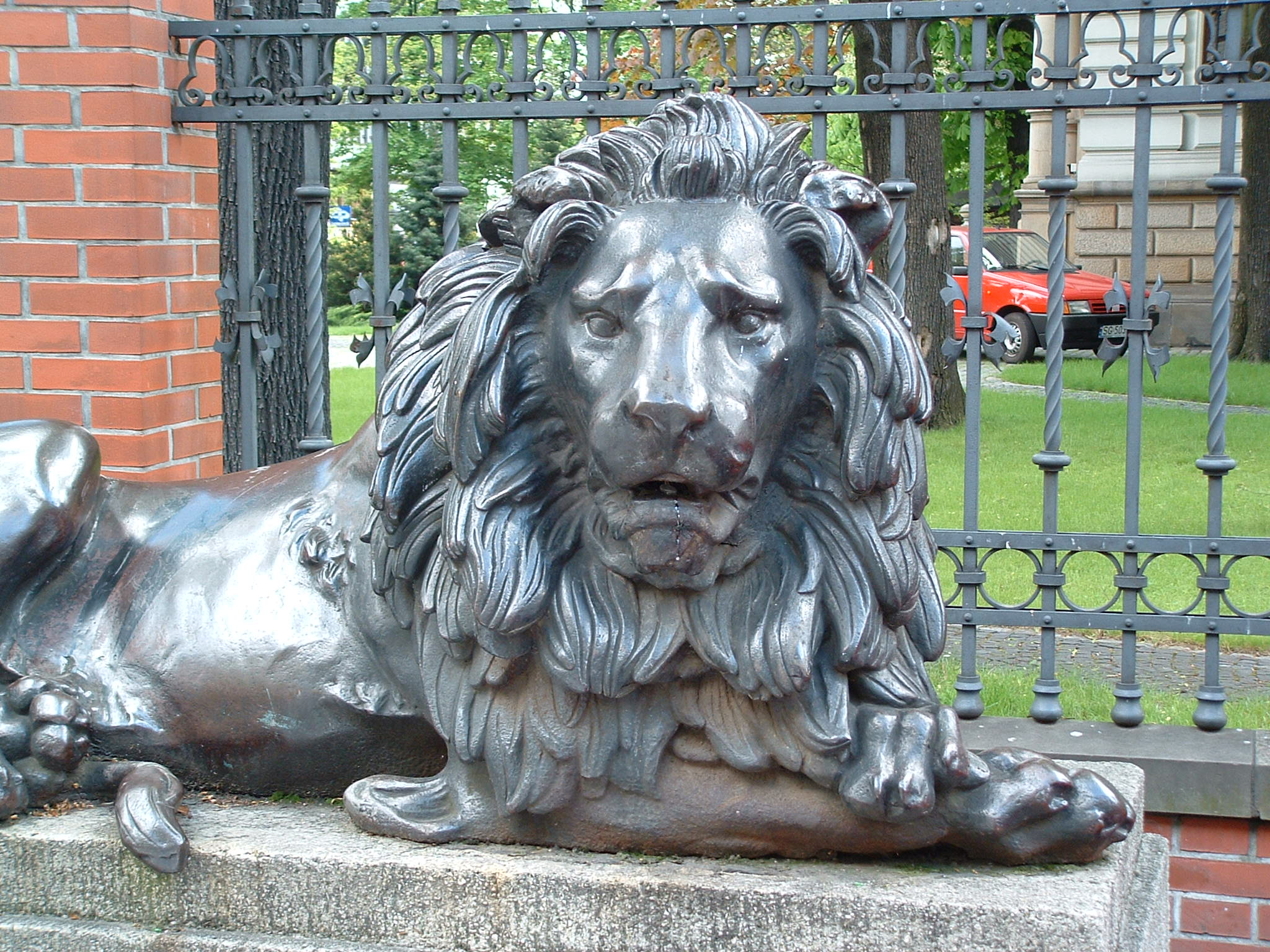
Der wachende Löwe

Der Wachende Löwe ist eine lebensgroße Plastik, die sowohl in Eisen als auch in Bronze gegossen wurde und auf öffentlichen Plätzen (auch in Parks und Friedhöfen) relativ häufig anzutreffen ist.
Je nach Quelle wird diese Löwenplastik Theodor Kalide oder Christian Daniel Rauch zugeschrieben. Da Kalide auf Anweisung Rauchs handelte, als er das Modell in dessen Bildhaueratelier nach eigenem Entwurf herstellte, sind beide Künstlernamen untrennbar mit diesem Werk verbunden.
Das Gegenstück zum Wachenden Löwen ist der Schlafende Löwe, den Kalide in derselben Werkstatt modellierte. Beide gelten als bahnbrechende Arbeiten und als wegweisend für die moderne Tierplastik. Sie waren lange Zeit sehr beliebt, so dass noch im 20. Jahrhundert Eisen- und Bronzegüsse von ihnen hergestellt wurden.
Als Gießerei fungierten anfänglich die Königlich Preußischen Eisengießereien in Berlin.

## Liste der Exemplare und Standorte
| Bild | Land                     | Standort und genaue Lage                                                        | Errichtet | Bemerkungen                                                                    |
| ---- | ------------------------ | ------------------------------------------------------------------------------- | --------- | ------------------------------------------------------------------------------ |
|      | Polen (Oberschlesien)    | Gliwice (Gleiwitz), vor der Villa Caro, siehe Wachender Löwe (Gliwice)          | 1830      |                                                                                |
|      | Deutschland              | Lübeck, am Holstentor gemeinsam mit dem Schlafenden Löwen, siehe Lübecker Löwen | seit 1950 | Guss 1824; erworben von dem Kaufmann Johann Daniel Jacobj für sein Privathaus. |
|      | Deutschland              | Eberswalde                                                                      | 1836      |                                                                                |
|      | Deutschland              | Hanau, Schloss Philippsruhe                                                     | 1884      |                                                                                |
|      | Polen (ehem. Ostpreußen) | Schloss Juditten, Gemeinde Sępopol (Schippenbeil)                               |           | 1889 auf der Weltausstellung in Paris erworben                                 |
|      | Polen (Niederschlesien)  | Karpniki (Fischbach) - Mariannenfels                                            | 1824      | In der zweiten Hälfte des 20. Jahrhunderts dort entfernt.                      |
|      | Polen                    | Złotniki Lubańskie (Goldentraum)                                                |           | Exemplar vom Mariannenfelsen bei Karpniki (Fischbach).                         |